# Miroslav Žbirka
Miroslav Žbirka (ur. 21 października 1952 w Bratysławie, zm. 10 listopada 2021) – słowacki piosenkarz, kompozytor i autor tekstów.
Jego imieniem nazwano jedną z planetoid (5895) Žbirka. W 2019 roku został odznaczony Krzyżem Pribiny I klasy. W 2022 roku został pośmiertnie odznaczony czeskim Medalem Za Zasługi I stopnia.

## Dyskografia
Albumy studyjne
- 1980: Doktor Sen
- 1982: Sezónne lásky
- 1983: Roky a dni
- 1984: Nemoderný chalan
- 1986: Chlapec z ulice
- 1988: Zlomky poznania
- 1990: K.O.
- 1993: Songs for Children
- 1994: Samozrejmý svet
- 1997: Meky
- 1999: Songs for Boys & Girls
- 2001: Modrý album
- 2005: Dúhy
- 2009: Empatia